# Aanleidingen tot de Belgische Revolutie
In 1815 werden de Noordelijke Nederlanden en de Zuidelijke Nederlanden herenigd in het (Verenigd) Koninkrijk der Nederlanden. In de Zuidelijke Nederlanden ontstond er al snel onvrede over de opgelegde hereniging, in het bijzonder over de dominantie van het Noorden in de staatsstructuur. Uiteindelijk leidden al deze aanleidingen in 1830 tot de Belgische Revolutie. In 1839 werd België officieel onafhankelijk van het Koninkrijk der Nederlanden.

## Ondervertegenwoordiging van de Zuidelijken
Van de 5,5 miljoen inwoners waren er 3,4 miljoen (60%) Zuiderlingen en 2,1 miljoen (40%) Noorderlingen. Toch werd er gekozen om de 110 zetels van de Kamer paritair te verdelen: 55 zetels voor Zuidelijke afgevaardigden, 55 zetels voor Noordelijke afgevaardigden. Daarenboven werden de meeste overheidsinstellingen gehuisvest in het Noorden.
Op de hoge overheidsposten was er zelfs een minderheid voor het Zuiden. Slechts één op vier ministers kwam uit het Zuiden. Dit was ten dele ook een gevolg van de weigering van Zuiderlingen om deel te nemen aan de regering. Die weigering kon voortkomen uit religieuze overtuigingen: in 1815 stelde bisschop de Broglie dat een goede katholiek niet mocht deelnemen aan een door protestanten gedomineerde regering (in 1817 afgezwakt door bisschop de Méan). Anderzijds was er het feit dat de Zuidelijke elite veelal Franstalig was, en het fundamenteel oneens was met het taalbeleid van de regering.
Ook in het leger waren er grote onevenwichten. Het contingent was voor de Zuiden proportioneel groter. Hoe groot het aandeel van de Zuiderlingen in het leger ook was, des te kleiner was hun aandeel in het officierenkorps. Slechts één op de zes officieren kwam uit het Zuiden en dan nog vooral in de laagste rangen. Deze posities lagen trouwens voornamelijk bij de infanterie en de cavalerie, en amper bij de meer prestigieuze artillerie en de genie. Aangezien de officieren veelbelovende soldaten aanbevolen voor promoties en opleidingen, bleef het onevenwicht voortbestaan.

## Despotisme
Willem I regeerde als een verlicht despoot; het parlement en de regering namen besluiten, maar het laatste woord verbleef bij de koning. Op deze manier ontsnapten veel beslissingen aan de inspraak en controle van de verkozenen. Al in 1815 vroegen de Zuiderlingen dat de ministeriële verantwoordelijkheid werd opgenomen in de nieuwe grondwet, maar hun voorstel werd afgewezen.

## Gelijke verdeling van de staatsschuld
In 1814 had het Noorden een historische staatsschuld van 1.726,5 miljoen gulden. Het Zuiden had een staatsschuld van amper 26 miljoen gulden, mede doordat staatsuitgaven in het Zuiden tijdens de vreemde overheersing (Spaanse, Oostenrijkse en Franse rijk) binnen grotere begrotingen vielen. In de grondwet van 1815 werd bepaald dat de staatsschuld gelijk verdeeld zou worden. De regering van het Zuiden keurde de grondwet af, maar Willem I boog de stemming om en liet de grondwet onveranderd aannemen (zie Hollandse rekenkunde).  

## Inperking van het Frans

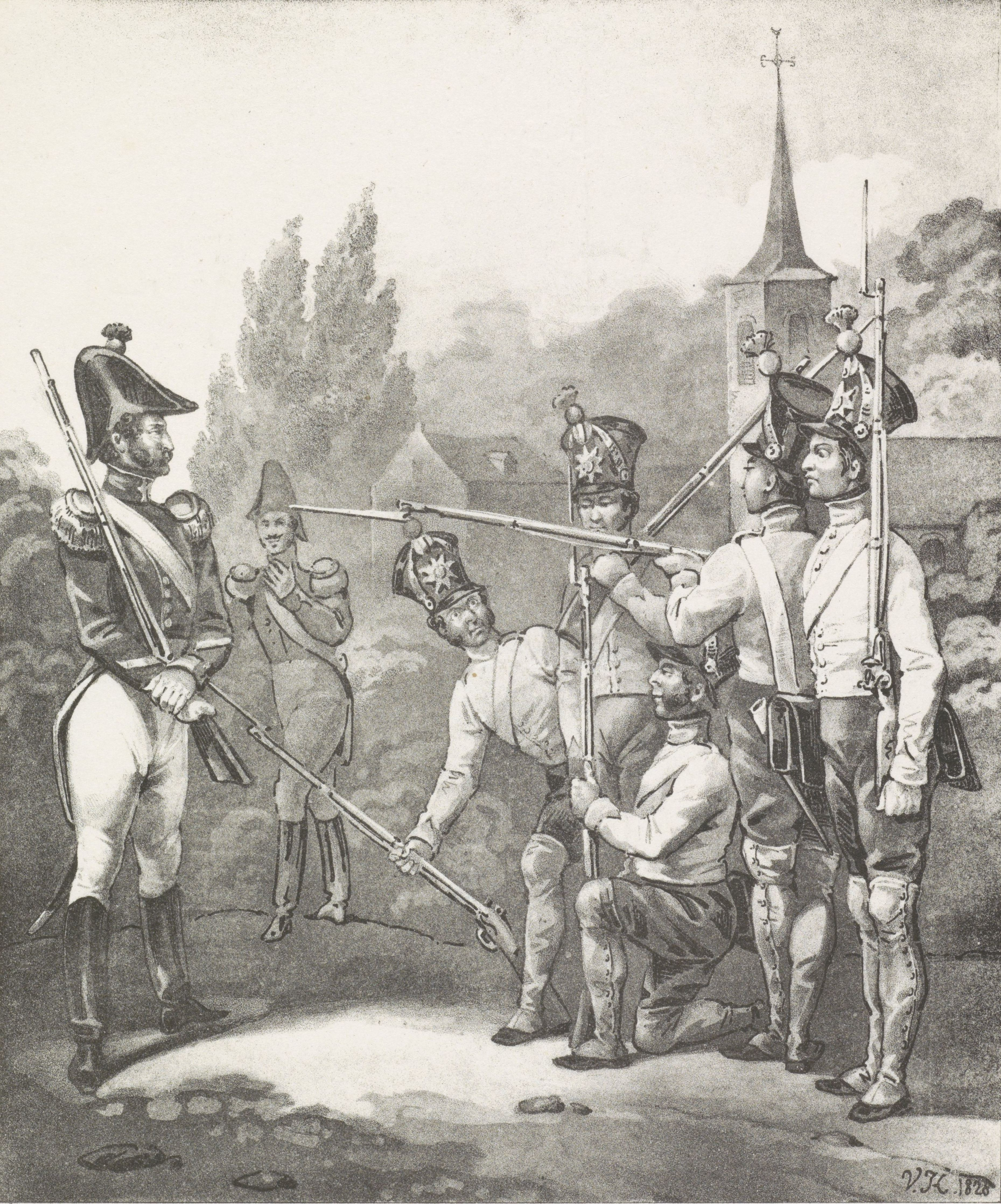
"Op schouder 't geweer ― Que diable a-t-il dit dji n'comprens nen" (spotprent van Jean-Louis Van Hemelryck op de taalverhoudingen in de Belgische Schutterijen, 1828)

Door de eeuwenlange vreemde overheersing in de Zuidelijke Nederlanden, hadden de Nederlandse dialecten (in Vlaanderen en Brussel) en de Franse dialecten (in Wallonië) nooit een officieel statuut verworven. In plaats daarvan had het Standaardfrans zich opgedrongen als taal van de elite, de overheid en het gerecht. Dankzij de hereniging met de Noordelijke Nederlanden, waar het Nederlands wél een bestuurstaal gebleven was, werd het Nederlands in Vlaanderen opgewaardeerd. Een Koninklijk besluit van 1 oktober 1814 bepaalde dat het Nederlands ook in het Zuiden een wettelijk statuut kreeg.
Om dit proces te bevorderen werd het Nederlands bij wet verheven tot enige officiële taal van Vlaanderen (Taalbesluit van 1819, met een overgangsperiode tot 1823). In 1822 ging het Taalbesluit ook van kracht op de arrondissementen Leuven en Brussel van Zuid-Brabant. De elite zag zich bedreigd in haar levensstijl en verzette zich tegen de herinvoering van het Nederlands, onder het principe van taalvrijheid. Ook de Nederlandstalige Zuiderlingen voelden niets voor het Nederlands; het gestandaardiseerde Nederlands uit het Noorden klonk voor hen zoals een vreemde taal.
De oppositie werd gesteund door Frankrijk, dat zo het nieuwe koninkrijk kon destabiliseren op een indirecte manier. Zo werd in Frankrijk het Légion belge-Parisienne opgericht, een groep van Zuid-Nederlandse en buitenlandse vrijwilligers die de oppositie organiseerden. De groep werd gefinancierd met privé-gelden, maar had toestemming van de Franse overheid. De oppositie werd zo fel dat Willem I de taaldwang uiteindelijk afschafte (4 juni 1830).

## Afkeer van het protestantisme
In het koninkrijk was het katholicisme de meest beleden godsdienst (±75%), met aanhangers in het Zuiden (alle inwoners) én het Noorden (±40% van de inwoners). Wel stond in het Noorden het protestantisme het sterkste, aangezien dat domineerde in de steden. Om die reden meenden Zuid-Nederlandse geestelijken dat het protestantisme dreigde uit te dijen naar het Zuiden.
De grondwet stelde een algehele godsdienstvrijheid in, zodat katholieken noch protestanten zich bedreigd hoefden te voelen. Voor de ultramontanen, geleid door bisschop de Broglie, was het echter ondenkbaar dat in het Zuiden het protestantisme op gelijke voet zou komen. In zijn Jugement doctrinal (1815) keurde de Broglie, namens alle bisschoppen in het Zuiden, het principe van de godsdienstvrijheid af. De regering begon een juridische strijd tegen de bisschop. De bisschop vluchtte naar Frankrijk, waarna de rust op religieus vlak tijdelijk terugkeerde.
De overheid breidde het onderwijs in het Zuiden sterk uit, om het sterk aanwezige analfabetisme weg te werken. Concreet vertaalde dit zich in de oprichting van vrijzinnige staatsscholen voor lager en middelbaar onderwijs, en zelfs een onafhankelijk seminarie (namelijk het Collegium Philosophicum in Leuven). De Kerk zag haar verregaande invloed in het onderwijs afnemen. De weerstand van de clerus nam toe. In mei 1830 werd particulier middelbaar en hoger onderwijs weer toegestaan.

## Anti-papisme
In 1814 splitste Willem I het Departement van Eredienst in twee nieuwe departementen: Hervormde Eredienst en Rooms-Katholieke Eredienst. Terwijl het protestantisme erg nationaal georganiseerd was, was de katholieke belijdenis in het Zuiden en het Noorden nog erg gericht op de paus. In navolging van het gallicanisme besloot Willem I het Concordaat van 1801 nieuw leven in te blazen, en vervolgens uit te breiden naar de katholieke kerken in het Noorden. Na moeizame onderhandelingen met de paus kwam het Concordaat van 1827 tot stand. De katholieken waren echter van mening dat de overheid zich niet had te mengen in kerkzaken, en al zeker geen protestantse overheid.

## Censuur
Om de groeiende oppositie van het Zuiden onder controle te houden, werd oppositie in de kiem gesmoord. Het verbod op vereniging (Wet le Chapelier) werd niet afgeschaft, zodat tegenstanders zich moeilijker konden organiseren. Naarmate de oppositie feller werd, ging de overheid de persvrijheid beknotten. Schrijvers van geschriften en pamfletten die politieke wantoestanden aanklaagden, werden strafrechtelijk vervolgd. Het bekendste slachtoffer was Louis de Potter, die uitgroeide tot dé voorvechter van de vrije meningsuiting.